# بریج‌واتر (حوزه سرشماری)، ماساچوست
بریج‌واتر (به انگلیسی: Bridgewater) یک منطقهٔ مسکونی در ایالات متحده آمریکا است که در بریجواتر، ماساچوست واقع شده‌است. بریج‌واتر ۵٫۷ کیلومتر مربع مساحت و ۷٬۸۴۱ نفر جمعیت دارد و ۳۰ متر بالاتر از سطح دریا واقع شده‌است.